# Mastaing

Mastaing este o comună în departamentul Nord, Franța. În 1 ianuarie 2022 avea o populație de 900 de locuitori.